# Saint-Hilaire-le-Petit

Saint-Hilaire-le-Petit este o comună în departamentul Marne, Franța. În 2009 avea o populație de 278 de locuitori.